# 伯洛帕
伯洛帕（Belopa）是印度尼西亚南苏拉威西省的一个城镇，是鲁乌县的县治所在，位于苏拉威西岛南半岛东北，北距帕洛波50公里。2010年统计，伯洛帕所在的伯洛帕区（Kecamatan Belopa）共有14,812人。

## 资料来源
1. ↑  Biro Pusat Statistik, Jakarta, 2011.